# TVV 93–94
Die TVV 93–94 waren Schlepptenderlokomotiven der Theißbahn (Tiszavidéki Vasút, TVV) für den gemischten Betrieb.
Die beiden Dampflokomotiven wurden 1878/1879 von Budapest geliefert. Die Fahrzeuge hatten Innenrahmen, Außentriebwerk und innen liegende Stephenson-Steuerung. Diese von der Budapester Maschinenfabrik entwickelten Lokomotiven waren die ersten mitteleuropäischen Maschinen mit Kolbenschiebern. Eine von ihnen wurde auf der Weltausstellung Paris 1878 gezeigt.
Außer den Betriebsnummern 93–94 erhielten sie Namen SZOLNOK und KARCSAG in Zweitbesetzung.
Als die TVV 1880 verstaatlicht wurde, kamen die Fahrzeuge zu den Ungarischen Staatsbahnen (MÁV), die ihnen zunächst die Nummern 391–392, im zweiten Schema die Kategorie IIId mit der Nummern 2241–2242 zuwies.
Im ab 1911 gültigen dritten Schema wurden sie dann als 314,001–002 bezeichnet.